# 名のない男
『名のない男』(なのないおとこ)は、日本のハードボイルド・冒険小説作家大藪春彦の連作短編小説集。

## 概要

### 連載
1962年から1963年にかけて「推理ストーリー」に連載、終了後に東都ミステリーから単行本が刊行された。

### 構成
- 連作短編アクション小説12編で構成。

### 刊行履歴
- 1963年、東都書房より『名のない男』刊行。
- 1978年、角川文庫より『名のない男』刊行。
- 1989年、徳間文庫より『名のない男』刊行。
- 1992年、Tokuma novelsより『名のない男』刊行。
- 1996年、双葉社より大藪春彦傑作選『名の無い男』刊行。
- 2007年、光文社文庫より新装版『名のない男』刊行。

## 内容
コンティネンタル・オプを思わせる警視庁所属の秘密捜査官が、様々な難事件を解決していくアクション。
作中、常に主人公は「私」と名乗っており、本名は決して明かされない。彼は事件ごとに様々な偽名を使用する。

## 収録短編
- 剥かれた街
- 裏切り埠頭
- 燃える覆面車
- 誘拐 ほか

## ビデオ映画
名のない男 破壊!
東映Vシネマレーベルにて1991年9月13日発売。

### キャスト
- 私（偽名∶桑田亮介） - 草刈正雄
- 香坂みゆき
- 金山一彦
- 安岡力也
- 鹿内孝
- 片岡五郎
- 菅田俊
- 吉沢健
- 佐藤江珠
- 遠藤憲一
- 青木義朗
- 寺田農
- 小林克也

### スタッフ
- 企画 - 黒澤満
- 原作 - 大藪春彦
- 監督 - 一倉治雄
- 脚本 - 柏原寛司
- プロデューサー - 服部紹男
- 撮影 - 杉村博章
- 照明 - 井上幸男
- 美術 - 小林正義
- 録音 - 渡辺典夫
- 編集 - 田中修
- 助監督 - 辻󠄀井孝夫
- キャスティング - 飯塚滋
- 記録 - 桑原みどり
- 製作担当 - 望月政雄
- 音楽 - 埜村紀見男
- 音楽監督 - 鈴木清司
- 音楽プロデューサー - 高桑忠男
- 技斗 - 高瀬将嗣
- 刺青 - 栩野幸知
- カースタント - TA・KA
- ガンアドバイザー - BIG SHOT
- 製作協力 - セントラル・アーツ
- 製作 - 東映ビデオ